# Laguna Argüello

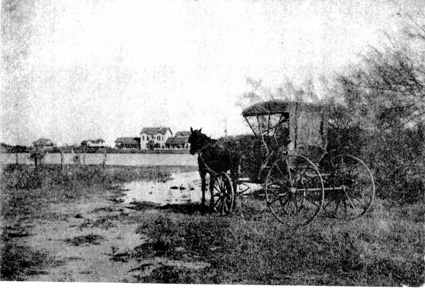
Imagen de principios del, al fondo se observa el Hospital Perrando

La laguna Argüello es un espejo de agua dulce ubicado en la ciudad de Resistencia, Chaco, Argentina. El alto valor económico de las tierras que ocupa —linderas con el casco céntrico de la ciudad— motivó sucesivos rellenados que la llevaron de 30 hectáreas en 1935 a 9,5 hectáreas en la actualidad. Sus alrededores se hallan completamente urbanizados, y en su dimensión actual es atravesada por tres calles con dirección noroeste - sudeste.
Su forma angosta y alargada es típica de las lagunas de la zona, correspondiente a antiguos cauces del río Negro.

## Historia
Al fundarse la ciudad de Resistencia los agrimensores se encontraron con el problema de hallar un espacio sin lagunas y cerca del río Paraná. El problemático cuadrado finalmente se instaló en una zona donde se conservaban algunos bajos y en su extremo este se encontraba la laguna Argüello, que alcanzaba a penetrar en una cuña varias manzanas del casco céntrico. Juntos con sus alrededores conformaban un típico ambiente lenítico, con abundante fauna y flora local.
Históricamente la ciudad de Resistencia consideró a las lagunas espacios inservibles y generadores de alimañas, como tal su rellenado con fin de sumar espacio para la urbanización en una cuadrícula estricta fue una política constante de sus primeros años. Según el autor Carlos Piacentini sólo quedan 29 de las 70 lagunas originales.
De las 30 hectáreas originales en 1962 quedaba solo la mitad, superficie que en 1998 llegó al mínimo de 8,1 hectáreas. El último de los rellenados se dio en 1984, el cual redujo la extensión de la laguna a apenas un canal, siendo sus espacios utilizados para un laboratorio anexo del Hospital Perrando.

### Recuperación

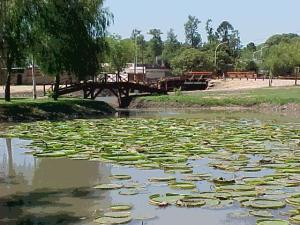
Irupés y puente en la laguna.

El 21 de noviembre de 2003 comenzaron las obras de restitución y embellecimiento de parte de la laguna; en total se extrajeron 15.000 m³ de relleno compuesto de diferentes materiales. Entre 2005 y 2006 se concretó la recuperación del espacio entre avenidas Paraguay y Laprida. Como consecuencia no sólo se amplió la superficie lacustre sino que se anexó una importante área de esparcimiento con juegos de recreación y espacios verdes. Actualmente, durante los fines de semana, es escenario de un Paseo de Artesanos y Emprendedores de la ciudad. A su vez se mejoró el sistema de escurrimiento pluvial de la ciudad al aumentar la capacidad del reservorio y mejorar su comunicación con la laguna Los Lirios.
En 2011 se iniciaron trabajos para extender su área hasta la calle Hipólito Yrigoyen y profundizarla.

## Desagües pluviales

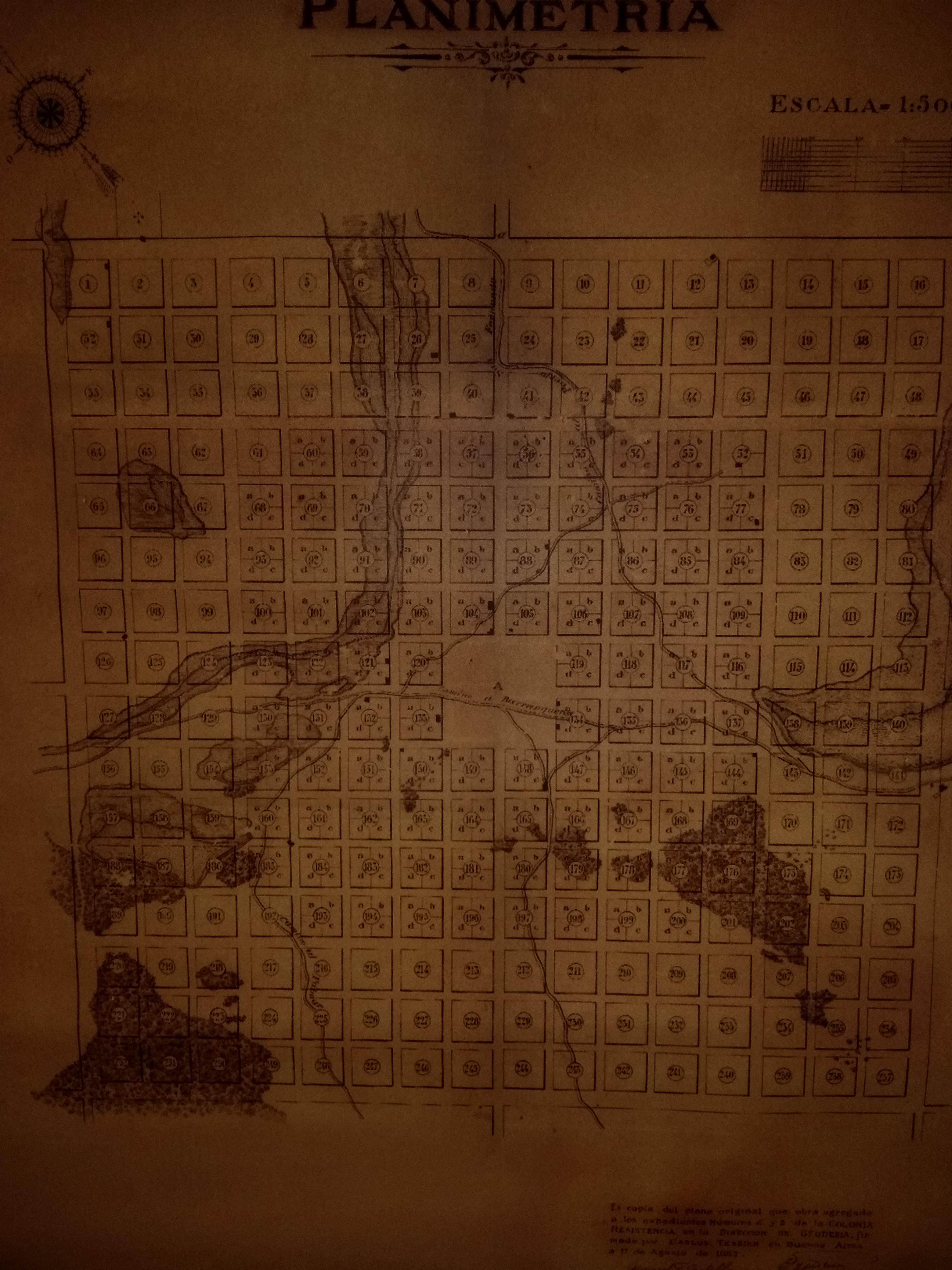
Plano original de Resistencia donde se observa a la derecha la extensión original de la laguna Argüello y bajos circundantes, ocupando parte de las manzanas 138 a 142.

El área comprendida entre las avenidas Sarmiento, Laprida, 9 de Julio, hasta el barrio de Villa del Carmen de Resistencia desaguan mediante sumideros y una red de conductos hasta la laguna, existiendo a su vez un canal de comunicación que descarga los excedentes sobre la laguna Los Lirios. En total la cuenta abarca unas 160,5 hectáreas.